# Fabian Busch
Fabian Busch (Berlín, 1 de octubre de 1975) es un actor y director de cine alemán.

## Vida
Fabian Busch nació y se crio en Berlín Este. Sus padres fueron bailarines de vodevil, aunque su padre acabó siendo esceneógrafo. Criado en torno al escenario, desde los 13 años fue actuando como extra. 

## Trabajo como actor
Con tan sólo 15 años y sin ninguna formación especial sobre arte dramático, se presentó a algunos procesos de selección y consiguió un papel en la película „Inge, April und Mai“ (‘’Inge, abril y mayo’’), del director Wolfgang Kohlhaase. A raíz de esto fue llamado por una agencia y, con tan sólo 17 años, obtuvo su primer papel protagonista en la película „Unter der Milchstraße“ (‘’Bajo la calle de leche’’), del director Matthias X. Oberg. Ésta fue premiada en el festival de cine Max Ophüls de 1995 con el premio del presidente de Sarre. 
A partir de entonces consiguió otros importantes papeles en películas como Raus aus der Haut (1997), de Andreas Dresen, 23“ (1998), de Hans-Christian Schmid, Kalt ist der Abendhauch“ (1999), de Rainer Kaufmann y Liegen lernen“ (2002), de Hendrik Handloegten.
En el año 2000 fue nominado para la elección de mejor actor de Alemania en los “Premios de la Televisión Alemana” por su participación en la película „Zehn wahnsinnige Tage“, de Christian Wagner.
Además de su labor como actor, participa como lector en la edición de los audiolibros „Theos Reise“, de Catherine Clément.
En el año 2010 dirigió el cortometraje "Edgar", en el que el protagonista es un pensionista viudo.
Fabian Busch está casado y tiene un hijo.

## Filmografía
- 1993: Inge, Abril y Mayo
- 1994: Unter der Milchstraße
- 1994: Deutschlandlied
- 1995: Südstern
- 1995: Frankie
- 1996: Kinder ohne Gnade (TV)
- 1996: Girl friends – Freundschaft mit Herz (TV)
- 1997: Raus aus der Haut
- 1997: Dumm gelaufen
- 1998: Siska: Der Neue Mann
- 1998: 23 – Nichts ist so wie es scheint
- 1999: Zehn wahnsinnige Tage (TV)
- 1999: Einfach Raus als DDR-Flüchtling Andreas
- 1999: Klemperer – Ein Leben in Deutschland (TV)
- 2000: Kalt ist der Abendhauch
- 2000: Tatort – Quartett in Leipzig
- 2000: England!
- 2000: Vergessene Ritter
- 2000: Schneckentraum (El sueño del caracol)
- 2000: Deutschlandspiel (TV)
- 2002: Weihnachten
- 2002: Ich hab es nicht gewollt – Anatomie eines Mordfalls (TV)
- 2002: Schütze Holt!
- 2003: Ein Schiff wird kommen
- 2003: Vakuum
- 2003: Liegen lernen
- 2004: Farland
- 2004: SommerHundeSöhne
- 2004: Der Untergang
- 2004: Tramper
- 2004: Manson’s Dream
- 2005: Berlin, Berlin (TV-Serie)
- 2005: Die letzte Schlacht (TV)
- 2005: Siska: Zellers letzter Auftrag
- 2006: Großstadträuber
- 2006: Denk ich an Deutschland in der Nacht… Das Leben des Heinrich Heine (TV)
- 2006: Kosher
- 2006: Sunny
- 2007: Tatort – Der Tote vom Straßenrand
- 2007: Video Kings
- 2008: Der Heckenschütze (TV)
- 2008: Die Tränen meiner Mutter
- 2008: Der Vorleser (The Reader)
- 2008: Finnischer Tango
- 2008: Evet, ich will!
- 2008: Die Jagd nach dem Schatz der Nibelungen
- 2010: Die Jagd nach der Heiligen Lanze
- 2010: Tatort – Der Schrei
- 2011: Gegengerade – 20359 St. Pauli
- 2011: Der Kriminalist – Grüße von Johnny Silver
- 2012: Tatort – Ordnung im Lot
- 2012: Die Jagd nach dem Bernsteinzimmer